# Люшенко Микола Миколайович
Мико́ла Микола́йович Люше́нко (нар. 5 лютого 1986, смт Криве Озеро, Миколаївська область, Українська РСР — пом. 19 червня 2014, смт Ямпіль, Лиманський район, Донецька область, Україна) — український військовик, десантник, миротворець, прапорщик Збройних сил України. Загинув під час російсько-української війни.

## Життєпис
Народився в сім'ї колгоспників. Після закінчення 9 класів Кривоозерської загальноосвітньої школи № 2 продовжив навчання у Первомайському політехнічному коледжі. Пройшов строкову службу в Збройних силах України, після чого залишився служити за контрактом. Виконував миротворчу місії в Ліберії та Косово. Останні 6 років проходив службу в лавах 25-ї десантної бригади.
Головний сержант зенітного ракетно-артилерійського дивізіону 25-ї окремої Дніпропетровської повітрянодесантної бригади ВДВ, військова частина А1126, смт Гвардійське.
З весни 2014 брав участь в антитерористичній операції в районі Слов'янська та Лиману.
19 червня о 4:00 почалась військова операція, метою якої було висування в глибину території, знищення укріплень бойовиків в районі смт Ямпіль та звільнення населених пунктів. З Красного Лиману вирушили підрозділи десантників, яким було поставлене завдання взяти штурмом укріплений блокпост «Марс» російсько-терористичних угруповань, провести «зачистку» в передмісті Ямполя, захопити та утримувати ключові точки, зокрема міст через Сіверський Донець. На світанку сили зведеного штурмового загону десантників вийшли виконувати завдання за підтримки артилерії. Перший штурм був невдалим — десантники потрапили у засідку. Було підірвано на керованому фугасі машину управління «Реостат», командир батареї дістав поранення у шию, двоє бійців загинули. У підбитому з гранатомету КамАЗі зенітників загинув начштабу дивізіону Андрій Клочко і ще один десантник. Було втрачено дві БМД-1. Після півторагодинного бою довелось відступити. На допомогу вилетіла пара Су-25. Перегрупувавшись, поповнивши боєкомплект, десантники знову пішли на штурм. Спільними зусиллями, блокпост був взятий. У бою загинули шість бійців 25-ї бригади: капітан Андрій Клочко, старший прапорщик Юрій Голополосов, прапорщик Микола Люшенко, старший сержант Максим Коваль, молодший сержант Віталій Мосьпан і солдат медроти Андрій Литвиненко, а також двоє десантників 95-ї бригади капітан Олексій Крементар і старший солдат Олексій Шевченко.
Звільнення населених пунктів Лиманського району (на той час — Краснолиманський район) і взяття під контроль мосту дозволило перекрити останній шлях постачання зброї та боєприпасів до угруповання російського терориста Гіркіна («Стрєлка») у Слов'янськ.
Похований на кладовищі смт Криве Озеро.
Залишилися батьки Микола Андрійович та Світлана Леонідівна Люшенки, сестра Світлана, дружина та 3-річний син.

## Нагороди
- Орден «За мужність» III ступеня — за особисту мужність і героїзм, виявлені у захисті державного суверенітету та територіальної цілісності України (15.07.2014, посмертно)[6].
- Медаль «15 років Збройним Силам України».
- Медаль «За сумлінну службу» ІІІ ст.

## Вшанування пам'яті
14 жовтня 2014 у Кривому Озері на будівлі Кривоозерської ЗОШ І-ІІ ступенів № 2 відкрито меморіальну дошку випускнику школи Миколі Люшенку.
19 червня 2016 на перехресті доріг смт Ямпіль — с. Озерне (колишня Іллічівка) — с. Закітне відкрито пам'ятний знак загиблим українським воїнам — визволителям населених пунктів Лиманщини від російсько-терористичних збройних формувань. Серед них імена шістьох полеглих десантників 25-ї бригади.